# Khalid Rahilou
Khalid Rahilou est un boxeur franco-marocain né le 19 juin 1966 à Argenteuil (Val-d'Oise).

## Carrière
Champion de France puis d'Europe des super-légers, il remporte la ceinture de champion du monde WBA de cette catégorie en battant le 11 janvier 1997 l'Américain Frankie Randall par arrêt de l'arbitre à la 11e reprise.
Il conserve cette ceinture face à Marty Jakubowski le 5 juillet 1997 (victoire à la 11e reprise) et Jean-Baptiste Mendy le 21 février 1998 (victoire aux points) mais est détrôné le 10 octobre 1998 par Sharmba Mitchell.
Rahilou mettra un terme à sa carrière en 2002 après deux échecs aux points pour le titre européen (défaite contre Thomas Damgaard par KO dans le 4e round le 16 avril 1999) et pour le titre WBA Inter-Continental (défaite aux points contre Souleymane M'baye le 23 mai 2002).